# Andijan
Andijan (sometimes spelled Andijon hay Andizhan in English) (tiếng Uzbek: Andijon/Андижон/ئەندىجان; tiếng Ba Tư: اندیجان, Andijân/Andīǰān; tiếng Nga: Андижан, Andižan) là một thành phố tại Uzbekistan. Đây là trung tâm hành chính, kinh tế và văn hóa của Vùng Andijan. Andijan nằm ở rìa phía đông nam của Thung lũng Fergana gần biên giới của Uzbekistan với Kyrgyzstan.
Andijan là một trong những thành phố lâu đời nhất ở Thung lũng Fergana. Ở một số khu vực của thành phố, các nhà khảo cổ học đã tìm thấy những món đồ có niên đại từ thế kỷ thứ 7 và 8. Trong lịch sử, Andijan là một thành phố quan trọng trên Con đường tơ lụa. Thành phố có lẽ được biết đến là nơi sinh của Babur, người sau một loạt thất bại, cuối cùng đã thành công trong việc đặt nền tảng cho triều đại Mughal trong Tiểu lục địa Ấn Độ và trở thành Hoàng đế Mughal đầu tiên. Andijan cũng nổi tiếng vào năm 2005 khi các lực lượng chính phủ nổ súng vào những người, giết chết hàng trăm người được gọi là Vụ thảm sát Andijan.
Andijan được phát triển thành một thành phố công nghiệp quan trọng trong thời kỳ Liên Xô. Hàng hóa sản xuất được sản xuất trong thành phố bao gồm hóa chất, thiết bị trong nước, thiết bị điện tử, thực phẩm chất liệu, đồ nội thất, cày, máy bơm, giày dép, phụ tùng cho máy nông nghiệp, các công cụ kỹ thuật khác nhau và xe lăn.

## Khí hậu
Andijan có khí hậu bán khô hạn lạnh (phân loại khí hậu Köppen BSk) với mùa đông lạnh trong khi mùa hè nóng và khá khô.
| Dữ liệu khí hậu của Andijan             | Dữ liệu khí hậu của Andijan | Dữ liệu khí hậu của Andijan | Dữ liệu khí hậu của Andijan | Dữ liệu khí hậu của Andijan | Dữ liệu khí hậu của Andijan | Dữ liệu khí hậu của Andijan | Dữ liệu khí hậu của Andijan | Dữ liệu khí hậu của Andijan | Dữ liệu khí hậu của Andijan | Dữ liệu khí hậu của Andijan | Dữ liệu khí hậu của Andijan | Dữ liệu khí hậu của Andijan | Dữ liệu khí hậu của Andijan |
| Tháng                                   | 1                           | 2                           | 3                           | 4                           | 5                           | 6                           | 7                           | 8                           | 9                           | 10                          | 11                          | 12                          | Năm                         |
| --------------------------------------- | --------------------------- | --------------------------- | --------------------------- | --------------------------- | --------------------------- | --------------------------- | --------------------------- | --------------------------- | --------------------------- | --------------------------- | --------------------------- | --------------------------- | --------------------------- |
| Trung bình ngày tối đa °C (°F)          | 3.2 (37.8)                  | 6.3 (43.3)                  | 14.6 (58.3)                 | 23.2 (73.8)                 | 28.7 (83.7)                 | 33.8 (92.8)                 | 34.7 (94.5)                 | 32.6 (90.7)                 | 28.5 (83.3)                 | 21.3 (70.3)                 | 13.0 (55.4)                 | 5.6 (42.1)                  | 20.5 (68.8)                 |
| Trung bình ngày °C (°F)                 | −1.9 (28.6)                 | 0.9 (33.6)                  | 8.4 (47.1)                  | 16.4 (61.5)                 | 21.7 (71.1)                 | 26.2 (79.2)                 | 27.2 (81.0)                 | 24.7 (76.5)                 | 19.6 (67.3)                 | 12.8 (55.0)                 | 6.0 (42.8)                  | 0.7 (33.3)                  | 13.6 (56.4)                 |
| Tối thiểu trung bình ngày °C (°F)       | −5.8 (21.6)                 | −3.3 (26.1)                 | 3.3 (37.9)                  | 10.2 (50.4)                 | 14.8 (58.6)                 | 18.3 (64.9)                 | 19.5 (67.1)                 | 17.1 (62.8)                 | 11.9 (53.4)                 | 6.3 (43.3)                  | 0.9 (33.6)                  | −2.8 (27.0)                 | 7.5 (45.6)                  |
| Lượng Giáng thủy trung bình mm (inches) | 26 (1.0)                    | 33 (1.3)                    | 37 (1.5)                    | 28 (1.1)                    | 21 (0.8)                    | 8 (0.3)                     | 6 (0.2)                     | 2 (0.1)                     | 4 (0.2)                     | 26 (1.0)                    | 22 (0.9)                    | 25 (1.0)                    | 238 (9.4)                   |
| Độ ẩm tương đối trung bình (%)          | 84                          | 81                          | 72                          | 62                          | 54                          | 46                          | 50                          | 57                          | 60                          | 68                          | 77                          | 86                          | 66                          |
| Số giờ nắng trung bình tháng            | 87.7                        | 100.6                       | 151.7                       | 206.3                       | 277.2                       | 334.3                       | 357.7                       | 339.3                       | 289.7                       | 216.6                       | 139.6                       | 77.4                        | 2.578,1                     |
| Nguồn: NOAA (1961-1990)                 |                             |                             |                             |                             |                             |                             |                             |                             |                             |                             |                             |                             |                             |

## Kinh tế
Andijan đã là một trung tâm thương mại và thủ công quan trọng ở thung lũng Fergana kể từ thế kỷ 15. Sau khi bị người Nga thôn tính vào năm 1876, nền kinh tế của thành phố bắt đầu phát triển đáng kể. Một số nhà máy công nghiệp đã được xây dựng ở Andijan sau khi thành phố này được kết nối với Nga bằng một tuyến đường sắt vào năm 1889. Một số bệnh viện, hiệu thuốc, ngân hàng và nhà in cũng được thành lập ở Andijan trong thời kỳ này. Sau khi chính quyền Liên Xô được thành lập vào cuối tháng 12 năm 1917, cả công nghiệp nhẹ lẫn công nghiệp nặng đều tăng trưởng mạnh. Andijan trở thành thành phố đầu tiên ở Uzbekistan được cung cấp đầy đủ khí đốt tự nhiên.

## Giáo dục
Có bốn cơ sở giáo dục đại học trong thành phố: Đại học Quốc gia Andijan, Viện Y tế Andijan, Viện Chế tạo Máy Andijan và Đại học Nông nghiệp Quốc gia Tashkent (chi nhánh Andijan). Thành phố cũng có 4 trường cao đẳng, 1 trường trung cấp học thuật, 21 trường dạy nghề, 47 trường trung học, 3 trường âm nhạc và nghệ thuật, 9 trường thể thao và 86 trường mẫu giáo.